# Hedyotis beddomei
Hedyotis beddomei är en måreväxtart som beskrevs av Joseph Dalton Hooker. Hedyotis beddomei ingår i släktet Hedyotis och familjen måreväxter. Inga underarter finns listade i Catalogue of Life.